# Scopifera mirabilis
Scopifera mirabilis är en fjärilsart som beskrevs av Butler 1889. Scopifera mirabilis ingår i släktet Scopifera och familjen nattflyn. Inga underarter finns listade.